# Štrbské Solisko

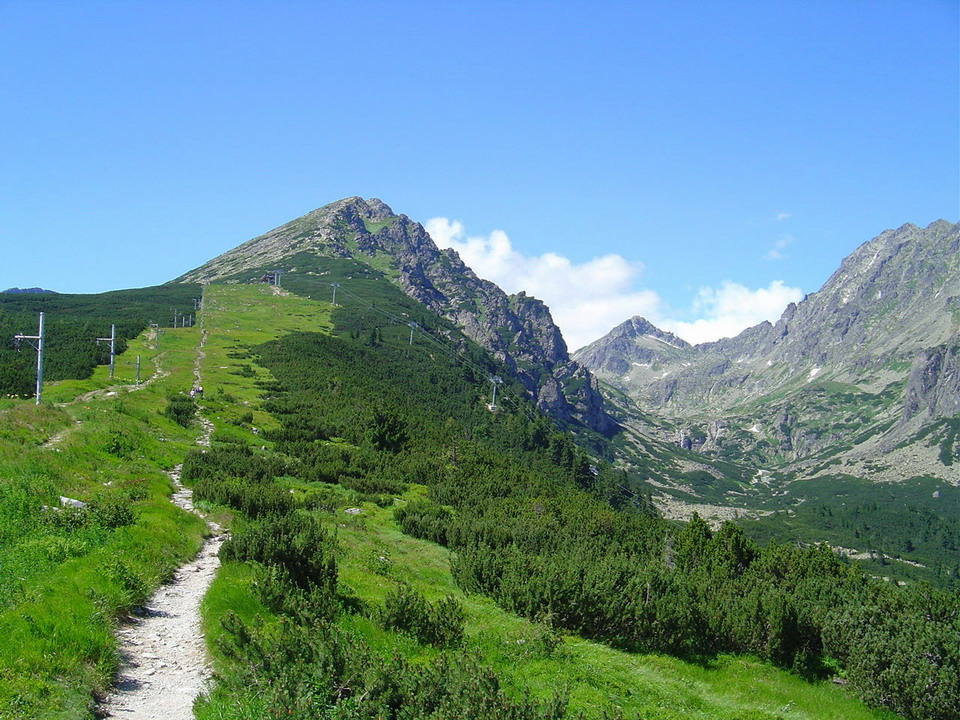
Štrbské Solisko (links der Bildmitte) vom Wanderweg zwischen Štrbské Pleso und der Hütte Chata pod Soliskom

Štrbské Solisko (deutsch Csorbaer Solisko, ungarisch Csorbai Szoliszkó, polnisch Szczyrbskie Solisko) ist ein 2302 m n.m. hoher Berg in der Hohen Tatra in der Slowakei. Der Berg befindet sich im Seitengrat Soliskový hrebeň (deutsch Soliskograt oder Salzberggrat) zwischen den Tälern Furkotská dolina im Westen und Mlynická dolina im Osten und ist der letzte große Berg, bevor der Grat über den tiefer gelegenen Berg Predné Solisko Richtung Štrbské Pleso abfällt.
Der gesamte Grat inklusive des Bergs liegt genau an der Wasserscheide zwischen zwei Meeren: Die westlichen Hänge gehören durch den Bach Furkotský potok zum Einzugsgebiet der Waag und Donau und somit des Schwarzen Meeres, die östlichen Hänge werden hingegen über die Mlynica, Poprad, Dunajec und Weichsel in die Ostsee entwässert.
Der Name ist von einer einstigen Salzlecke an den Hängen des Predné Solisko abgeleitet worden. Durch ein Missverständnis der Kartographen ging dieser Name auf den gesamten Grat über. Das Adjektiv Štrbské (slow. n.) weist auf die Zugehörigkeit zur Gemeinde Štrba hin, andererseits ist Štrbské Solisko, wenn direkt von Štrbské Pleso aus betrachtet, die einzige markante Spitze im gesamten Grat. Im Jahrbuch 1898 des Ungarischen Karpathenvereins schlug Franz Dénes die Namen Skok-Spitze (deutsch) beziehungsweise Szkok-csúcs (ungarisch) vor, nach dem östlich liegenden Wasserfall Skok. Dieser Name konnte sich nicht durchsetzen und bis zur Erstbesteigung im Jahr 1906 war Štrbské Solisko lediglich als Vorberg des nördlich gelegenen Malé Solisko (2320 m n.m.) gesehen.
Zum Gipfel führt kein touristischer Wanderweg und er ist somit nur für Mitglieder alpiner Vereine oder mit einem Bergführer zugänglich.